# O Salário do Medo
Le Salaire de la peur (bra/prt: O Salário do Medo)) é um filme franco-italiano de 1953 dirigido por Henri-Georges Clouzot, baseado na obra de mesmo nome de Georges Arnaud. 

## Sinopse
Mario (Yves Montand) é um estrangeiro que passa maus pedaços na América do Sul e deseja voltar à França. Recebe uma proposta de uma empresa petrolheira americana para que junto com outros três homens, igualmente estrangeiros, transportem um carregamento de nitroglicerina em dois caminhões por estradas esburacadas.

## Elenco
- Yves Montand - Mario
- Charles Vanel - M. Jo
- Folco Lulli - Luigi
- Peter van Eyck -  Bimba
- Véra Clouzot -  Linda
- William Tubbs - Bill O'Brien
- Darío Moreno - Hernandez
- Jo Dest - Smerloff
- Luis De Lima - Bernardo
- Antonio Centa
- Grégoire Gromoff
- Joseph Palau-Fabre
- Faustini
- Seguna
- Darling Légitimus

## Premiações
- BAFTA de Melhor Filme[3]
- Urso de Ouro no Festival de Berlim[3]